# Фрунзенський (Дніпро)
48°31′57″ пн. ш. 34°56′05″ сх. д. / 48.5324° пн. ш. 34.9347° сх. д.
Фрунзенський — колишнє селище міського типу в УРСР, нині місцевість міста Дніпра, розташована на північному заході Амур-Нижньодніпровського району.
Утворене як смт Фрунзенське в 22 жовтня 1938 року шляхом об'єднання сіл Березанівка і Лизавето-Кам'янка. Фрунзенській селищній раді також було підпорядковано населений пункт артілі «Перемога». Назване на честь радянського державного діяча М. В. Фрунзе.
За переписом 1939 року в селищі мешкало 10114 осіб.
22 січня 1959 року разом із смт Лоцмано-Кам'янкою, Сухачівкою і робітничим селищем Ясним приєднане до Дніпропетровська. Житловий масив став називатися Фрунзенський.
У другій половині XX ст. тут з'явилися житлові масиви Фрунзенський-1, Фрунзенський-2 (в 2015 році отримали нові назви — Ломівський і Кам'янський) та Лівобережний.